# Mário Rui
Mário Rui Silva Duarte (* 27. Mai 1991 in Sines) ist ein portugiesischer Fußballspieler, der zuletzt bei der SSC Neapel in der italienischen Serie A unter Vertrag stand.

## Karriere

### Verein
Mário Rui spielte in der Jugend zunächst bei Sporting Lissabon, landete über die Station FC Valencia jedoch letztlich beim Stadtrivalen Benfica. Zur Saison 2010/11 rückte er in den Profikader auf, wurde jedoch umgehend an den Zweitligisten CD Fátima ausgeliehen, mit dem er am Saisonende abstieg. Zur Saison 2011/12 wurde er vom italienischen Erstligisten FC Parma verpflichtet. Zwei Leihgeschäfte führten ihn zu den Zweitligisten AS Gubbio 1910 und Spezia Calcio. Vor der Saison 2013/14 wechselte Rui zum FC Empoli, mit dem er am Saisonende als Tabellenzweiter aufstieg. Am 31. August 2014 gab er sein Debüt in der Serie A. Als Stammspieler bestritt er 70 Erstligaspiele. Zur Saison 2016/17 wurde Rui von der AS Rom ausgeliehen und schließlich fest verpflichtet. In der Saison 2017/18 spielte er für eine Leihgebühr von 3,75 Millionen Euro für den Ligarivalen SSC Neapel, der am Saisonende durch Erreichen vertraglich festgelegter sportlicher Ziele eine Kaufoption in Höhe von weiteren 5,5 Millionen Euro zahlte. In Neapel war er in den folgenden Jahren gesetzt und gewann mit dem Verein 2020 den Pokal und 2023 die Meisterschaft. Insgesamt absolvierte Rui 227 Pflichtspiele für die SSC Neapel. Ende Dezember 2024 einigten sich Rui und der Verein einvernehmlich auf die Auflösung des Vertrags.

### Nationalmannschaft
Rui bestritt 51 Länderspiele für Portugals Nachwuchsnationalteams. Am 26. März 2018 debütierte er im Rahmen eines Freundschaftsspiels gegen die Niederlande in der A-Nationalmannschaft.

## Erfolge
Nationalmannschaft
- UEFA-Nations-League-Sieger: 2019

SSC Neapel
- Italienischer Meister: 2022/23
- Italienischer Pokalsieger: 2019/20